# ステファン・イシザキ
ステファン・ダイスケ・イシザキ（Stefan Daisuke Ishizaki, 1982年5月15日 - ）は、スウェーデン・ストックホルム出身のサッカー選手。アルスヴェンスカン・IFエルフスボリ所属。ポジションはミッドフィルダー。日系2世。

## 経歴

### クラブ

#### スウェーデンでの初期
サッカー選手で日本人の父とスウェーデン人の母の間に生まれたイシザキは、1987年にユールゴーデンIFの下部組織でキャリアを始め、翌年に同じストックホルムを拠点とするルグスヴェズIFへ移動。ルグスヴェズでは、各カテゴリーを経て16歳の時にスウェディッシュフットボール・ディヴィジョン4（6部）でプレーした。また、当時の同僚にはAIKソルナでも共になるベンジャミン・キベベが在籍していた。
1999年、指導陣にリカルド・ノルリングとスチュアート・バクスターの存在が決め手となり、ストックホルム最大にしてスウェーデン・サッカー界の主要クラブであるAIKソルナと契約を締結。同年3月にスウェーデンカップ4回戦のゲフレIF戦で80分から途中出場の形でデビューを果たすと、5月14日のIFKヨーテボリとの決勝戦（1-0勝利）にも再び途中出場で出番が与えられ、パトリック・イングルンドの得点で優勝が決定。この優勝から、16歳364日でスウェーデンサッカー界のカップ戦での歴代最年少受賞記録を更新し、ゲフレ戦でのデビューでアレクサンデル・オストランドを抜き、AIKの歴代最年少出場記録を更新した。
2000年4月10日、将来契約することとなるIFエルフスボリ戦でリーグデビューを果たしてからすぐさまレギュラーとしての地位を確立し、7月18日のヘルシンボリIF戦（4-1勝利）で初得点と2アシストの活躍を見せた。翌2001年シーズンは、キプロスでのシーズン前の試合で足を骨折したことで開幕戦を逃し、さらに怪我の影響でシーズン中も悩まされていたが、2002年シーズンに完全に回復した。

#### 国外
2003年12月23日にイタリア2部のジェノアCFCへ貸し出されるも、地位を確立することが出来なかったため完全移籍のオプションは行使されることなく、契約満了に伴い2004年6月25日にAIKへ復帰した。残留に苦しむAIKに復帰すると4得点を挙げる活躍をしたが2部降格を防ぐことは出来ず、パ・モドゥ・カー, ホーカン・スヴェンソンらと共に退団することになり、ノルウェー1部のヴォレレンガ・フォトバルへ移籍した。ヴォレレンガでは、13連覇と圧倒的な強さを見せていたローゼンボリBKを抑え、1984年以来となるリーグ優勝に貢献した。

#### スウェーデンに復帰
2006年シーズン前に母国へ復帰したイシザキは、2005年11月29日に移籍金300万スウェーデン・クローナでIFエルフスボリと4年契約を締結すると、すぐさま中心選手としてプレーし、加入1年目にリーグ優勝のタイトルを獲得した。翌シーズンはリーグ戦で8得点を挙げる活躍を見せ、また、ロイヤルリーグでも中心選手として活躍し準決勝進出に貢献した。
2008年シーズンはアンデシュ・スヴェンソン, フレデリック・ベリルンド, デニー・アブディッチらと共にクラブを支えるも、カルマルFFに次ぐ2位に終わった。翌2009シーズンは、序盤にハムストリングを負傷したことで約6週間離脱したが変わらずレギュラーとしてプレーし6得点を記録。2010年1月にはエルフスボリと契約を2014年まで延長した。その後の2010年シーズンは、再び怪我に見舞われたことで出場機会は13試合と限られたものとなったが、6得点を挙げ高い得点率を記録した。2011年は2位でシーズンを終え、久しぶりに欧州カップ戦出場権を獲得、個人としては3シーズン連続で6得点を記録した。
2014年、ロサンゼルス・ギャラクシーへ移籍した。
2015年7月10日、AIKソルナに復帰した。
2017年12月12日、IFエルフスボリに復帰した。

### 代表
スウェーデン代表としては、2001年にU-21代表とそれぞれでデビューをした。また、U-21では中心選手としてプレーし、UEFA U-21欧州選手権2004で4位入賞に貢献した。

## タイトル
クラブ
AIKソルナ
- スウェーデンカップ : 1999

ヴォレレンガ・フォトバル
- エリテセリエン : 2005

IFエルフスボリ
- アルスヴェンスカン : 2006, 2012
- スウェーデン・スーパーカップ : 2007